# Delphine Cascarino
Delphine Cascarino (født 15. februar 1997) er en kvindelig fransk fodboldspiller, der spiller angriber for Division 1 Féminine klubben Olympique Lyonnais og Frankrigs kvindefodboldlandshold.
Hendes tvillingesøster Estelle Cascarino, spiller også fodbold for Paris FC.